# シンクロファゾトロン

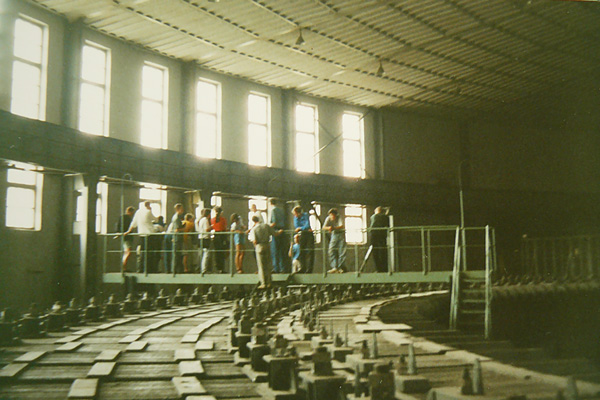
シンクロファゾトロンのマグネットを上部から見たところ

シンクロファゾトロン(Synchrophasotron)は、ロシアのドゥブナ合同原子核研究所に設置されるシンクロトロンベースの陽子加速器である。1957年から2003年にかけて運用された。エドウィン・マクミランとともにシンクロトロンを発明したウラジミール・ベクスラーの監督の下で設計、建造された。
陽子、そして後に重水素原子核の最終的なエネルギーは、10 GeVである。